# ウズシオタロー
ウズシオタローとは日本のアングロアラブ競走馬、繁殖牝馬である。益田競馬場（2002年8月休止）所属であった。

## 概要
馬齢は原則として旧表記を用いる。
「タロー」という名前だが牝馬である。当初は園田競馬場に入厩したもののデビューできず、益田競馬場に移籍して4歳となった1977年4月23日に競走馬としてデビュー（3着）。14歳となった1987年10月11日に現役を退くまでの11年間の間、実に250回にわたって競走に出走（15勝）し、同競馬場の誇るアイドル馬として親しまれた。その走破距離は326kmにもおよぶ。最終年は同年にデビューした吉岡牧子がおもに騎乗し、4月27日には4年4か月振りとなる勝利を挙げた。引退レース（吉岡が騎乗し、8頭立ての7着）では「ウズシオタロー引退記念競走」という同馬の名前が冠されたほどであった。レース直後に行われた記念式典では、「鉄人」の愛称で知られたプロ野球選手の衣笠祥雄からの祝電が紹介され、その中で「うず潮の如く走りし鉄馬かな」という句が贈られている。
出走回数250回は1962年以降の地方競馬の平地競走としては長らく史上最多記録であったが、2007年8月11日、高知競馬第4競走に出走したヒカルサザンクロスが251回の最多出走回数をマークして20年ぶりに記録が更新された。さらにその後、セニョールベストは通算409出走を記録した。しかし、アングロアラブ競走馬の最多出走記録は現在もウズシオタローが保持している。
引退後は千葉県の湘南動物プロダクション（現：市原ぞうの国）で動物タレントとして活動し、また繁殖牝馬としてメジロムサシ産駒のアングロアラブのライトオスカーとの間に1989年に1頭の牝馬を産んだ。その後ファンの女性4人に引き取られ北海道へ移動し、1991年からは北海道白老郡白老町のイーハトーヴ・オーシァンファームで余生を送っていたが、2007年8月10日に老衰で死亡した。33歳（現表記）だった。唯一の産駒は、かつて在籍していた市原ぞうの国でタレント活動を行いながら、子孫を残している。

## 血統表
| ウズシオタローの血統アラブ血量25.00% | ウズシオタローの血統アラブ血量25.00%  | ウズシオタローの血統アラブ血量25.00% | （血統表の出典）             | （血統表の出典）  |
| 父 アア サトウタイシ 1966 栗毛       | 父の父サラ ヤマニンモアー 1957 黒鹿毛 | サラ *ヒンドスタン                   | サラ Bois Roussel            | サラ Bois Roussel |
| 父 アア サトウタイシ 1966 栗毛       | 父の父サラ ヤマニンモアー 1957 黒鹿毛 | サラ *ヒンドスタン                   | サラ Sonibai                 |                   |
| 父 アア サトウタイシ 1966 栗毛       | 父の父サラ ヤマニンモアー 1957 黒鹿毛 | サラ トキノタカラ                    | サラ *プリメロ               | サラ *プリメロ    |
| 父 アア サトウタイシ 1966 栗毛       | 父の父サラ ヤマニンモアー 1957 黒鹿毛 | サラ トキノタカラ                    | サラ スターカツプ            |                   |
| 父 アア サトウタイシ 1966 栗毛       | 父の母アラ 弟詠 1945 鹿毛             | アラ *イブンヂアド                   | 不明                         | 不明              |
| 父 アア サトウタイシ 1966 栗毛       | 父の母アラ 弟詠 1945 鹿毛             | アラ *イブンヂアド                   | 不明                         |                   |
| 父 アア サトウタイシ 1966 栗毛       | 父の母アラ 弟詠 1945 鹿毛             | アラ 太陽                            | アラ *エルワルド             | アラ *エルワルド  |
| 父 アア サトウタイシ 1966 栗毛       | 父の母アラ 弟詠 1945 鹿毛             | アラ 太陽                            | アラ 師陽                    |                   |
| 母 サラ マサヤング 1965 栗毛         | 母の父サラ *フルブルーム 1940 鹿毛    | サラ Hyperion                        | サラ Gainsborough            | サラ Gainsborough |
| 母 サラ マサヤング 1965 栗毛         | 母の父サラ *フルブルーム 1940 鹿毛    | サラ Hyperion                        | サラ Selene                  |                   |
| 母 サラ マサヤング 1965 栗毛         | 母の父サラ *フルブルーム 1940 鹿毛    | サラ Ranai                           | サラ Rabelais                | サラ Rabelais     |
| 母 サラ マサヤング 1965 栗毛         | 母の父サラ *フルブルーム 1940 鹿毛    | サラ Ranai                           | サラ Dark Sedge              |                   |
| 母 サラ マサヤング 1965 栗毛         | 母の母サラ サンフレーム 1958 栗毛     | サラ マサムネ                        | サラ *セフト                 | サラ *セフト      |
| 母 サラ マサヤング 1965 栗毛         | 母の母サラ サンフレーム 1958 栗毛     | サラ マサムネ                        | サラ 峰城                    |                   |
| 母 サラ マサヤング 1965 栗毛         | 母の母サラ サンフレーム 1958 栗毛     | サラ ハツハナ                        | サラ トシシロ                | サラ トシシロ     |
| 母 サラ マサヤング 1965 栗毛         | 母の母サラ サンフレーム 1958 栗毛     | サラ ハツハナ                        | サラ リリアンユートピア C1族 |                   |

父・サトウタイシがアラブ血量50%のアングロアラブ、母・マサヤングがサラブレッドというアラブ血量25%のアングロアラブであった。